# Shirley Franklin
Shirley Franklin (née le 10 mai 1945) est une femme politique américaine, membre du parti démocrate, maire de la ville d'Atlanta entre 2002 et 2010. Elle a effectué deux mandats successifs.
C'est la première femme à ce poste, et c'est la première femme afro-américaine à avoir été élue dans une grande ville du sud des États-Unis.